# Raif Badawi

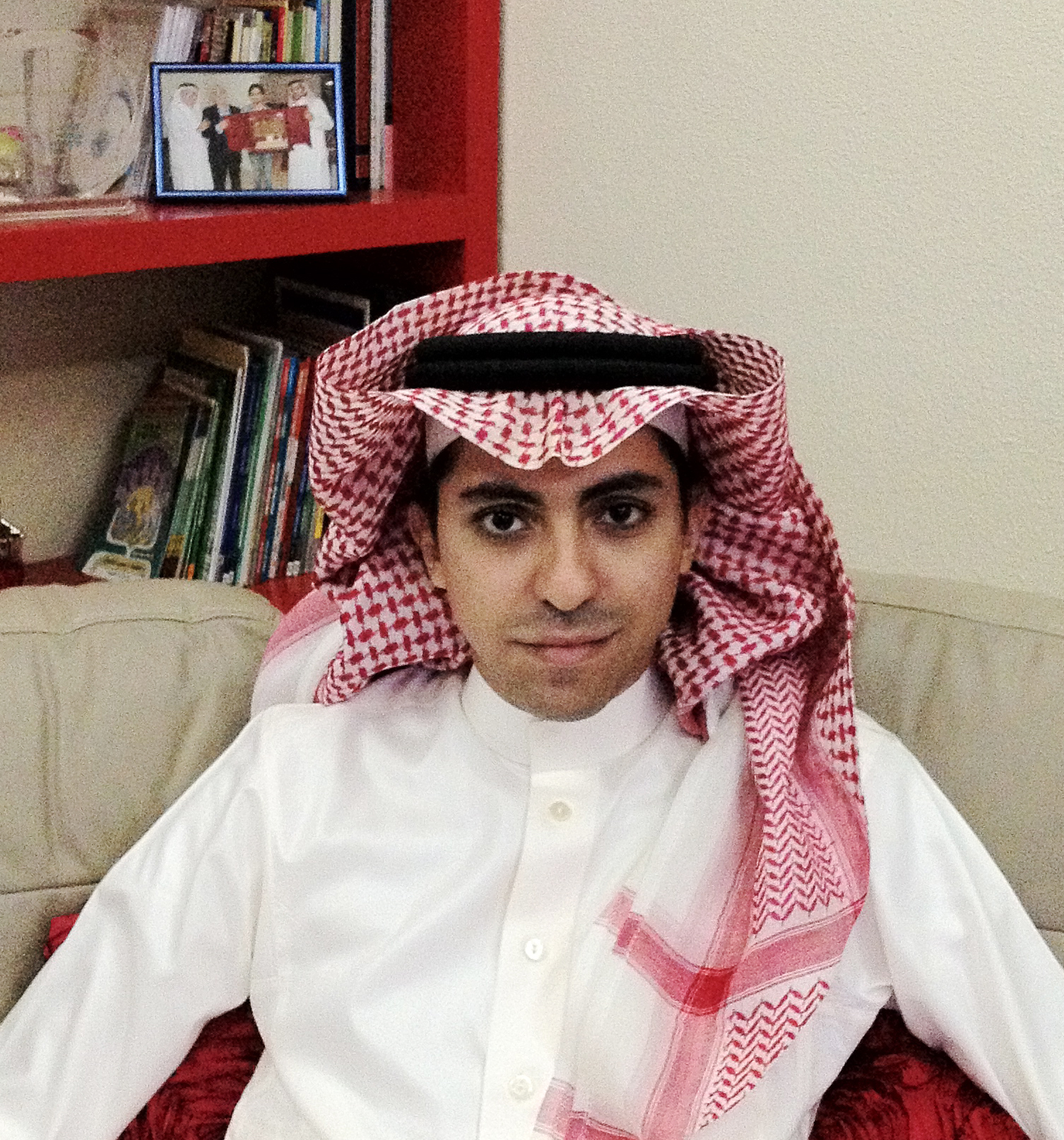
Raif Badawi (2012)

Raif Muhammad Badawi (arabisch رائف محمد بدوي, DMG Rāʾif Muḥammad Badawī; * 13. Januar 1984 in al-Chubar), auch Raef Badawi, ist ein saudischer Internet-Aktivist. Badawi gründete 2008 das Online-Forum „Das Liberal-Freie Netzwerk“ (الشبكة الليبرالية الحرة / aš-šabaka al-lībirāliyya al-ḥurra), eine Website über Politik und Religion in Saudi-Arabien. Die staatlichen Behörden reagierten mit Repressionen wie einem Reiseverbot und dem Einfrieren seiner Konten. Badawi wurde 2012 verhaftet und 2013 wegen „Beleidigung des Islam“ zu zehn Jahren Haft, 1000 Peitschenhieben, einer Geldstrafe von einer Million Riyal und einem zehnjährigen Ausreiseverbot nach Beendigung seiner Haftstrafe verurteilt. Im Januar 2015 wurde er erstmals öffentlich ausgepeitscht. Am 11. März 2022 wurde er aus der Haft entlassen. Das Ausreiseverbot gilt weiterhin.

## Publizistische Tätigkeit
Auf der Website Die Saudischen Liberalen „forderte er, den Islam mit anderen Religionen gleichzusetzen“. Zudem „plädiert[e] [er] für einen liberalen Staat und damit für das Recht eines jeden, seine Religion frei zu wählen“. Über das Verhältnis von Staat und Religion schrieb er:

„Der Staat ist religionslos. Das heißt nicht, dass er ketzerisch ist. Ganz im Gegenteil schützt und pflegt der Staat das Recht aller Religionen, ohne sie zu diskriminieren, zu bevorzugen oder den Glauben der Mehrheit zu missionieren. Der Liberalismus ist die Vision eines freien und guten Lebens für alle. Und diese Vision steht im Einklang mit der göttlichen Religion, die immer und jederzeit zur Güte, Liebe und zum Frieden aufruft.“

Mit Blick auf die Situation der Frauen in Saudi-Arabien schrieb er:

„Natürlich muss das liberale System auf andere Konzepte ausgeweitet werden wie Menschenrechte, Gleichberechtigung und Chancengleichheit. Hätten liberale Frauen und Männer nicht über Jahrzehnte dafür gekämpft, gäbe es solche Konzepte und Ideen nicht.“

## Strafverfahren
Am 17. Juni 2012 wurde Badawi verhaftet und gegen ihn ein Verfahren wegen Apostasie eingeleitet. Ein islamisches Rechtsgutachten erklärte ihn im März 2013 zu einem „Ungläubigen“. Das Gericht warf ihm vor, er habe Muslime, Christen, Juden und Atheisten als gleichwertig bezeichnet, was gegen ein im Jahr 2014 in Kraft getretenes Anti-Terror-Gesetz verstoße. Dieses Gesetz sieht im Artikel 1 jede Infragestellung des Islam als terroristische Handlung und stellt in Artikel 4 die Verbreitung von solch kritischen „Inhalten, Slogans, Symbolen, Botschaften […] über Audio-, visuelle, Print- und sämtliche soziale Medien“ unter Strafe, bis zur Todesstrafe. Am 28. Juli 2013 wurde bekannt, dass er zu sieben Jahren Haft und viermal 150 Peitschenhieben verurteilt worden war. Im Mai 2014 wurde das Urteil geändert: wegen „Beleidigung des Islam“ verurteilte ihn ein Gericht zu zehn Jahren Haft und 1000 Peitschenhieben sowie einer Geldstrafe von etwa 194.000 €.
Mit der Vollstreckung der lebensgefährlichen Körperstrafe, die auf 20 Wochen verteilt werden sollte, wurde am 9. Januar 2015 begonnen. Nach seiner ersten Auspeitschung mit 50 Hieben war er so schwer verletzt, dass die Fortführung eine Woche später mit weiteren 50 Schlägen durch Anordnung des Gefängnismediziners vorerst verschoben werden musste.
Sein Anwalt Waleed Abu al-Khair wurde zu 15 Jahren Haft, einem Reiseverbot von 15 Jahren und einer Geldstrafe von 200.000 Saudi-Riyal (etwa 39.200 Euro) verurteilt, nachdem er Badawi im Prozess verteidigt hatte. Er nahm zur Verteidigung seines Mandanten Kontakt mit internationalen Organisationen auf. Vorgehalten wurden ihm unter anderem „Ungehorsam gegenüber dem Herrscher und der Versuch, seine Legitimität zu untergraben“ sowie „Schädigung des Rufs des Staates durch den Austausch mit internationalen Organisationen“. Waleed Abu al-Khair befindet sich seit April 2014 in Haft, derzeit im Briman-Gefängnis in der Küstenstadt Dschidda. Seinen Angaben zufolge wurde er während der Haft körperlicher und psychischer Folter ausgesetzt.
Im März 2015 wurde bekannt, dass Badawi möglicherweise von der Todesstrafe wegen „Abfalls vom Glauben“ bedroht ist. Seine Ehefrau Ensaf Haidar, die mit den drei gemeinsamen Kindern in Kanada lebt, bat den deutschen Vizekanzler Sigmar Gabriel im ZDF, sich anlässlich einer unmittelbar bevorstehenden Reise nach Saudi-Arabien für ihren Mann einzusetzen: „Ich wünsche mir, dass Vizekanzler Gabriel in Verbindung tritt mit den Verantwortlichen in Saudi-Arabien und sie um die Freilassung Raifs bittet. Und nicht nur um die Freilassung, sondern auch, dass er von Saudi-Arabien nach Kanada ausreisen kann.“ Gabriel kündigte an, er werde auf jeden Fall mit der saudi-arabischen Regierung über Menschenrechte sprechen. Den konkreten Einsatz der deutschen Regierung für Badawi wolle er „sinnvollerweise nicht im Fernsehen“ besprechen.
Die Prügelstrafe wurde dann ausgesetzt, kann aber jederzeit wieder aufgenommen werden. Am 7. Juni 2015 bestätigte das oberste Gericht des Landes als letzte Instanz das Urteil. Im Oktober 2016 berichtete seine Ehefrau, sie habe aus vertraulicher Quelle erfahren, dass die nächste Auspeitschung anstehe.[veraltet] Badawi leidet unter Bluthochdruck; sein Gesundheitszustand verschlechterte sich seit Beginn der Auspeitschungen.
Am 11. März 2022 gab Badawis Familie auf Twitter seine Entlassung aus der Haft bekannt. Saudi-Arabien bestätigte, dass Badawi nach seiner Freilassung einem zehnjährigen Ausreiseverbot unterliegt.

## Internationale Reaktionen

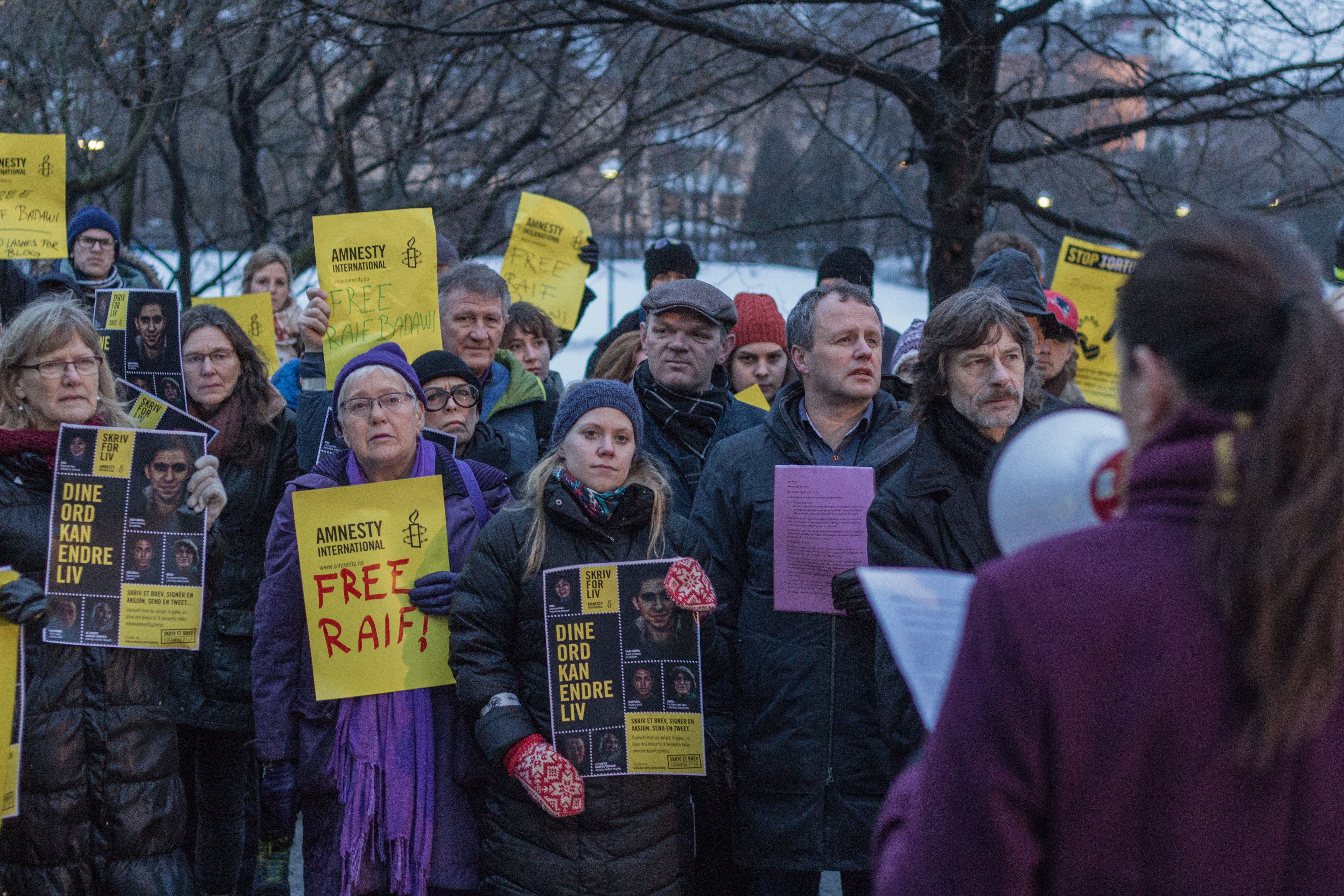
Protest in Oslo (2015)

Der bis 2013 als Menschenrechtsbeauftragter der deutschen Bundesregierung tätige Markus Löning (FDP) nannte das Urteil „nicht nur unverhältnismäßig, sondern unmenschlich“.
Das Europäische Parlament hat am 12. Februar 2015 die sofortige Freilassung Raif Badawis gefordert. In der mit großer Mehrheit angenommenen Resolution wird die Auspeitschung „mit aller Schärfe als eine grausame und schockierende Handlung der staatlichen Stellen Saudi-Arabiens“ verurteilt.
Die United States Commission on International Religious Freedom, eine regierungsnahe Organisation in den Vereinigten Staaten, zeigte sich „äußerst besorgt“ (deeply concerned) über den Richterspruch.
Amnesty International sieht Badawi als politischen Gefangenen (prisoner of conscience), der verurteilt wurde, weil er friedlich von seinem Recht auf freie Meinungsäußerung Gebrauch machte. Amnesty forderte den deutschen Wirtschaftsminister Sigmar Gabriel (SPD) auf, sich für Badawi einzusetzen und die Menschenrechtsverletzungen öffentlich als Folter zu benennen. Bei seinem Besuch in Saudi-Arabien Anfang März 2015 übergab Gabriel dem saudischen König einen Brief von Badawis Frau. Mit einer internationalen Petition wandte sich Amnesty International direkt an König Abdullah ibn Abd al-Aziz († 2015) und weitere Repräsentanten und Würdenträger des Königreichs Saudi-Arabien wie den saudi-arabischen Botschafter in Berlin, Ossama bin Abdul Majed Shobokshi. Der deutsche Bundesaußenminister Frank-Walter Steinmeier bat den saudischen Außenminister Adel al-Dschubeir im August 2015 um eine „menschliche Lösung“ des Falls.
Die Schriftstellerorganisation PEN-Zentrum Deutschland ernannte Badawi im November 2014 zum Ehrenmitglied. Der P.E.N. setzt sich für Badawi bereits seit 2012 ein.
Zwei norwegische Abgeordnete schlugen Raif Badawi im Februar 2015 für den Friedensnobelpreis vor. Im selben Jahr erkannte ihm das Europäische Parlament den Sacharow-Preis für geistige Freiheit zu. Die offizielle Verleihung fand in seiner Abwesenheit am 16. Dezember 2015 im Plenarsaal des Europäischen Parlaments statt. Badawis Ehefrau Ensaf Haidar nahm die Auszeichnung stellvertretend entgegen.
Am 12. Januar 2016 wurde die Schwester Raif Badawis, Samar Badawi, festgenommen, die den Twitter-Account betrieb, in dem die Freilassung ihres Bruders gefordert wurde. Sie kam kurz darauf gegen Stellung einer Kaution wieder frei, wurde Anfang August 2018 aber erneut inhaftiert. Nachdem die kanadische Außenministerin Chrystia Freeland dieses in einer Twitter-Nachricht kritisiert und deren Freilassung gefordert hatte, verwies das Außenministerium in Riad am 6. August 2018 den Botschafter Kanadas, Dennis Horak, des Landes und zog gleichzeitig den saudi-arabischen Gesandten aus Ottawa ab.
Die Friedrich-Naumann-Stiftung für die Freiheit vergibt seit 2015 den nach ihm benannten Raif Badawi Award, der Journalisten ehrt, die sich in der muslimischen Welt für Freiheitsrechte einsetzen.
2016 wurde Raif Badawi mit dem Prix Voltaire der Internationalen Verleger-Union ausgezeichnet. 2018 wurde er Ehrenbürger der Stadt Montreal.

## Auszeichnungen
- Sacharow-Preis 2015[34]
- Raif Badawi wurde ausgezeichnet mit dem 2015 erstmals verliehenen Freedom of Speech Award (Preis für Redefreiheit) der Deutschen Welle.[35]
- Ausgezeichnet mit dem Courage Award (Mut/Tapferkeits-Preis) 2015 auf dem Genfer Gipfel für Menschenrechte und Demokratie.[36]
- Die Scottish Secular Society zeichnete ihn mit dem Aikenhead-Preis 2015 aus.[37]
- Ausgezeichnet mit dem One Humanity Award 2014 von PEN Kanada.[38]
- Ausgezeichnet mit dem Internetnutzerpreis von Reporter ohne Grenzen 2014.
- Ehrenmitglied von PEN Kanada.[39]
- Ehrenmitglied von PEN Dänemark.
- Ehrenmitglied von PEN Deutschland.[40]
- Nominiert für den Freiheitspreis 2014, welcher jedes Jahr von dem liberalen internationalen Weltverband der liberalen Parteien (P-LIB) vergeben wird.
- Nominiert für den Publikationsfreiheitspreis 2014, verliehen von der Internationalen Verleger Union.
- Nominierung für den Friedensnobelpreis.[41]
- Deschner-Preis 2016 (zusammen mit seiner Ehefrau)
- Günter-Wallraff-Preis für Journalismuskritik[42]

## Schriften
- Raif Badawi: 1000 Peitschenhiebe. Weil ich sage, was ich denke. Herausgegeben, eingeleitet und kommentiert von Constantin Schreiber, übersetzt von Sandra Hetzl. Ullstein, Berlin 2015, ISBN 978-3-550-08120-0. [43]